# Mariana Esnoz
Mariana Esnoz (ur. 25 lutego 1984 w Floridzie) – argentyńska aktorka i piosenkarka.
Znana jest najbardziej z roli Quela Musso w dramacie Champs 12, w którym również śpiewała. W 2010 roku grała w dwóch operach mydlanych: Kain i Abel i Data Niewidomych. Brała także udział w spektaklach, Paryż w Ameryce z Paulą Castagnetti i Ostatnia Wieczerza, jako aktorka i tłumaczka. W 2012 zagrała w filmie dla Wikimedia Foundation w Argentynie.

## Filmografia

### Kino
- 2010
  - Bienvenidos al horror (reż. Mariano Cattaneo)

### Telewizja
- 2009
  - Champs 12 (jako Raquel "Quela" Musso)
- 2010
  - Zakład o miłość - czyli jak znaleźć chłopaka w 258 dni (jako Valeria)
  - Todos contra Juan
  - Caín y Abel
- 2012
  - Los Únicos (jako Veronique)

### Teatr
- 2009
  - Ostatnia Wieczerza
- 2011
  - Paryż w Ameryce